# Finanse przedsiębiorstwa
Finanse przedsiębiorstwa (ang. corporate finance) – to specyficzny obszar finansów zajmujący się decyzjami finansowymi, inwestycyjnymi i operacyjnymi podejmowanymi przez przedsiębiorstwa oraz narzędziami i analizami wspierającymi i pomagającymi podjąć owe decyzje.
Zarządzanie finansami w przedsiębiorstwie można podzielić na decyzje długo- i krótkoterminowe. Inwestycje są zaliczane do decyzji długoterminowych, natomiast decyzje krótkoterminowe to np. zarządzanie aktywami obrotowymi. Decyzje inwestycyjne związane są z alokacją kapitału, decyzje finansowe z pozyskiwaniem kapitału, a decyzje operacyjne z wykorzystywaniem kapitału w działalności operacyjnej. Głównym celem zarządzania finansami przedsiębiorstwa jest wzrost wartości przedsiębiorstwa zapewniający maksymalizację dochodów właścicieli.